# 返始

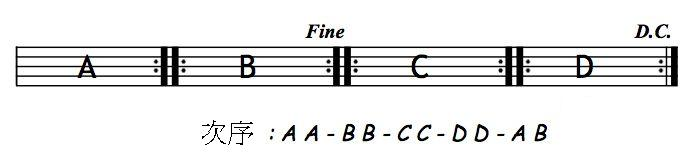
Da Capo al fine示例

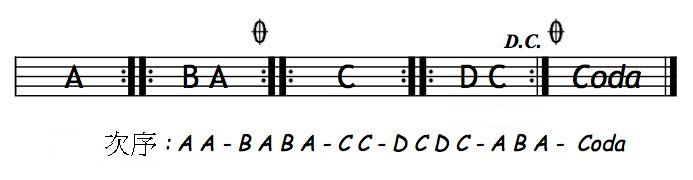
Da Capo al Coda示例

返始（意大利語：Da Capo，簡稱D.C.）是一種樂譜符號，指從頭再奏，指示演奏樂章至記號後歸回最初再次重複。功用上和重複相似，但返始可以更靈活使用。返始常見有Da Capo al fine和D.C. al Segno e poi la Coda（Da Capo al Coda），前者從頭再奏後，演奏至「Fine」或記號時終結全曲；後者從頭再奏後，然後演奏至記號，再跳至第二個記號完結。而擁有這種結構的歌劇則稱為返始詠嘆調，重複部分通常會加有裝飾音。